# Lira da gamba
A lira da gamba vonós hangszer, a lira da braccio nagyobb méretű, mélyebb hangolású rokona. Elsősorban Itáliában használták, nagyjából 1500 és 1700 között. A lira da braccióhoz hasonlóan akkordhangszer, ének kíséretére szolgál, de vele ellentétben nem da braccio tartásban, hanem – nagyobb mérete miatt – a játékos a lábai közé véve, da gamba módra játszik rajta. A héthúros lira da braccióhoz képest több, 9–20 húrral van felszerelve, használata, repertoárja sokoldalúbb.
Egyéb elnevezései: lirne, lirone, gran lira, lira grande, lyra perfecta, lirone perfetto, lira doppia, arciviolata, arciviolatalira.

## Leírása
A lira da gambának nagyjából hegedűformájú teste, lapos háta, rövid, széles, bundozott nyaka, levél formájú hangolófeje van, elölről kezelhető hangolókulcsokkal. Testmérete a tenor- és basszusgamba közé esik, de azoknál kevésbé mély, kávája fele olyan széles, mint a csellóé. A húrláb szinte teljesen egyenes, a tetőn az oldalsó hanglyukakon kívül rozetta is van. Két fogólap mellett futó búrdonhúrja és változatos számú fogólapon leszorítható húrja van.
A lira da gamba elsődleges zenei szerepe, hogy énekhang mellé, kitartott akkordokból álló kíséretet adjon. Húrozása, hangolása, a húrlábának görbülete ennek megfelelően úgy van ötletesen kitalálva, hogy három–hat húrján egyszerre lehessen játszani. Egymást követő húrjai nem folyamatosan egyre magasabb hangolásúak, hanem más sémát követnek: ezt francia kifejezéssel rentrant hangolási módnak nevezik. Ez által a lehető legtöbb akkordot többféle fordításban is le lehet fogni, vonóval meg lehet szólaltatni. Cerreto, Praetorius és Mersenne a lira da gamba összesen ötféle hangolását ismerteti.